# 1840年柬埔寨抗越大起义
1840年柬埔寨抗越大起义是1840年柬埔寨爆发的一次全国性的反抗越南统治的起义，越南阮朝稱之為鎮西之變。除了柬埔寨以外，这次起义还影响到越南下高棉人聚居区。

## 历史
交趾支那于1833年爆发反抗越南朝廷统治的黎文之乱。暹罗派兵介入，柬埔寨也被卷入战乱之中。翌年，越南的明命帝派兵平定了这场叛乱。此后，柬埔寨被置于越南更为严厉的控制之下，越南人在柬埔寨各地建立城堡、设立关卡，驻军把守。1835年，越南在柬埔寨设立行政区划单位“镇西城”，以张明讲为镇西将军、黎大纲为参赞。二人监督该国内政，柬埔寨女王安眉仅仅是一个徒有虚名的傀儡。
张明讲在柬埔寨施行激进地越南化政策。他将全国地名改用汉字重新命名，强迫高棉人接受越南风俗，让他们穿越南式衣服、梳越南式发髻。同时还对柬埔寨各地的上座部佛教寺院进行拆毁，强迫僧侣还俗，佛像用来熔铸大炮。同时将越南的罪犯流放至柬埔寨开垦。又迫使柬埔寨人服兵役，每当有战事时，迫令高棉兵冲锋在前，而越南兵在后压阵。
明命帝在其儒家思想的框架中试图了解柬埔寨人，他希望公平地对待高棉人、改善他们的生活方式。但结果却是令他十分失望的，因为柬埔寨人对其同化政策极为反感，全国上下都抵制这场越南化政策，其进行多年依然收效甚微，每年都断断续续地爆发过反越起义。1839年，明命帝发现柬埔寨高级官僚依旧使用原有的柬埔寨头衔而不是越南授予的官衔，这令非常生气。
自19世纪三十年代起，暹罗在柬埔寨西北驻扎大量军队，名义上置于两位柬埔寨王子安恩和安东的管辖下。由于对暹罗军队向东调动的日益担忧，以及在柬埔寨的越南化进程缓慢，导致了越南对柬埔寨统治的强化，激起柬埔寨人的反抗。明命帝最终彻底失去了耐心。1840年6月六名柬埔寨最高级官员被控告伪造人口统计记录，遭到秘密逮捕，押往越南。这几位高层官员的失踪后，柬埔寨人根据以往的经验推断他们都遭到了越南人的杀害。明命帝随即推行越南式的征税制度，并要求进行一次新的人口普查。柬埔寨官印被收缴，代之以越南官印。有官员因腐败被罢免，随后出现了所有柬埔寨官员都会被逮捕杀害的谣言，引起了官员的恐慌。
8月，明命帝命令将安眉及其两个姐妹绑架，送往越南。柬埔寨官员失去了靠山，成为了大起义爆发的原因之一。而柬埔寨人对暹罗将会入侵并支持起义的预测，也促使了起义的爆发。
1840年9月，柬埔寨爆发了全国性的大起义，以东部和南部的省份的反抗最集中。起义最初集中在湄公河东岸一带，随后迅速蔓延到越南人的定居云壤、贡布等地，越南南部的下柬埔寨地区也举兵响应。这场大起义没有任何统一的领导者，而且军队补给很差。起义军对遇到的所有越南人进行无差别屠杀。最初，明命帝对镇压叛乱十分自信，他命令驻在柬埔寨的军队迅速进兵，对起义进行镇压，并下令对抓获的起义军首领凌迟处死，将尸体悬挂在道路上示众，以此进行威慑。但各地起义军在战略要地处处设岗打游击战，镇压没有成功。明命帝只得调派京兵五营，由范文典、阮进林率领，前去支援；同时派安眉、安恩以及其他柬埔寨原高级官僚出面写信劝说起义军投降，但没有人理会他们。最后，愤怒的明命帝下令烧毁柬埔寨人的庄稼和果树作为先发制人的反制措施。
在1841年初，起义军一度瓦解。柬埔寨高级官僚向暹罗求助，请求暹罗出兵扶立安东王子为柬埔寨国王，并宣誓如之前一样向暹罗国王效忠。暹罗王拉玛三世随即派昭披耶博丁德差领兵二万余人出兵柬埔寨，扶安东登位。安东被暹罗人送回柬埔寨，继任国王。不过这支暹罗军队的主力大部分是自暹柬边境一带临时招募的少数民族新兵，在对抗越南精锐部队的时候战斗力很差，因此博丁德差只能尽量避免同越南军队发生冲突。虽然如此，博丁德差依然在一些战斗中战胜，并成功迫使越南人接受求和。
与此同时，交趾支那的河仙、巴川、七山、茶荣等地爆发起义，举事者中包括了高棉人、华人和越南人，并获得了暹罗的支持。这令阮朝朝廷大为惊慌，将在柬埔寨的大军调回交趾支那进行全力镇压。此时明命帝已经去世，新继位的绍治帝并不像其父那样致力于在柬埔寨取得胜利，而是希望寻求一种同时能让越南朝廷和柬埔寨人接受的途径来解决柬埔寨问题。但他并不认为需要让暹罗人接受是必要的，因此越南与暹罗军队在柬埔寨一边谈判一边打仗。越南和暹罗同时陷入了战争的泥潭，双方在军事上陷入了僵局，而暹罗扶持的国王安东深受柬埔寨人爱戴，在柬埔寨建立起了一套效忠于自己的网络体系。为了朝廷的颜面，越南要求柬埔寨派官员前来顺化，表示效忠于越南。该使团于1846年3月抵达顺化后，越南派使者前往金边，将扣押的柬埔寨传国神器归还。同时，越南将扣押的柬埔寨王室成员释放归国。暹罗与越南罢兵和解，越南自柬埔寨撤军，这是自1811年以来第一次没有越南官员留在柬埔寨土地上。
1847年，越南遣使册封安东为“高蛮国王”、安眉为“高蛮郡主”，一切国内事务任由该国自行处置。此后，柬埔寨同时向越南和暹罗朝贡。1848年，安东根据传统的仪式在乌栋举行加冕典礼，由暹罗和柬埔寨的婆罗门对他施以涂油礼。安东致力于恢复柬埔寨的传统，暹罗虽然在乌栋派驻了部分军队和政治顾问，但柬埔寨国王拥有很大的政治决策权。柬埔寨谨慎地维持着与越、暹二国之间的外交关系，但一直希望摆脱这种关系，逐渐向西方靠拢。这种关系直到五十年后法国殖民者到来时才结束。